# 夢のマニュアル
「夢のマニュアル」（ゆめのマニュアル）は、CHERRYBLOSSOMの5thシングルである。2009年12月2日発売。

## 概要
- 前作から10ヶ月ぶりのシングルである。前作の「桜ロック」に続いてテレビ東京系アニメ、『家庭教師ヒットマンREBORN!』のエンディングテーマである。
- 通常盤とREBORN!EDITON盤に分かれていて、ジャケットや収録曲が異なる。
- 通常盤には、「CYCLE<Home Grown Reggae Remix>」、REBORN! EDITION盤には、「桜ロック -COMPASS MIX-」が収録されている。
- 振付は西田一生（西田プロジェクト）が担当。

## 収録曲
| 全作詞・作曲: MEEKO。 |                                    |           |            |                       |      |
| #                     | タイトル                           | 作詞      | 作曲・編曲 | 編曲                  | 時間 |
| 1.                    | 「夢のマニュアル」                 | MEEKO     | MEEKO      | 村田昭・CHERRYBLOSSOM | 4:53 |
| 2.                    | 「センチメンタル」                 | MEEKO     | MEEKO      | CHERRYBLOSSOM         | 4:25 |
| 3.                    | 「CYCLE<Home Grown Reggae Remix>」 | MEEKO     | MEEKO      |                       | 4:23 |
| 4.                    | 「夢のマニュアル INSTRUMENTAL」    | MEEKO     | MEEKO      |                       | 4:50 |
| 合計時間:             | 合計時間:                          | 合計時間: | 18:31      |                       |      |

| 全作詞・作曲: MEEKO。 |                                                         |           |            |                       |      |
| #                     | タイトル                                                | 作詞      | 作曲・編曲 | 編曲                  | 時間 |
| 1.                    | 「夢のマニュアル」                                      | MEEKO     | MEEKO      | 村田昭・CHERRYBLOSSOM | 4:53 |
| 2.                    | 「センチメンタル」                                      | MEEKO     | MEEKO      | CHERRYBLOSSOM         | 4:25 |
| 3.                    | 「桜ロック -COMPASS MIX-」(リミックス：KENZI MASUBUCHI) | MEEKO     | MEEKO      |                       | 4:08 |
| 4.                    | 「夢のマニュアル INSTRUMENTAL」                         | MEEKO     | MEEKO      |                       | 4:50 |
| 合計時間:             | 合計時間:                                               | 合計時間: | 18:16      |                       |      |

## 収録アルバム
- 時空（#1）
- COMPLETE BEST CHERRYBLOSSOM（#1）